# Улица Алексея Толстого (Самара)
У́лица Алексе́я Толсто́го — расположена в Самарском районе города Самара
Проходит между улицами Кутякова и Льва Толстого. Пересекается с улицами: Крупской, Комсомольской, Пионерской, Венцека, Ленинградской, Некрасовской.

## Этимология годонима
До 1840-х годов годы улица именовалась Большой, с 1840-х до 1860-х годов — Дворянской, с 1860-х до 1932 года — Казанской (в честь утраченного ныне Собора Казанской иконы Божией Матери, стоявшего на перекрестке улиц Кутякова и Алексея Толстого). В 1932 году была переименована в улицу Обороны (в память об обороне Самары от войск Чехословацкого легиона в 1918 году)
В доме № 31 по Казанской улице располагалось Самарское реальное училище, где в 1898—1901 годах учился русский писатель Алексей Николаевич Толстой. В честь него улица получила свое нынешнее название в 1983 году.

## Транспорт
По улице идут маршруты троллейбусов № 6, 16; автобусы 5д, 5к, 11, 17, 24, 32, 37, 47, 61, 86, 108; маршрутные такси 48д, 48к, 80, 85, 105, 109д, 114, 118, 119, 127, 128, 177, 347.

## Здания и сооружения
Чётная сторона

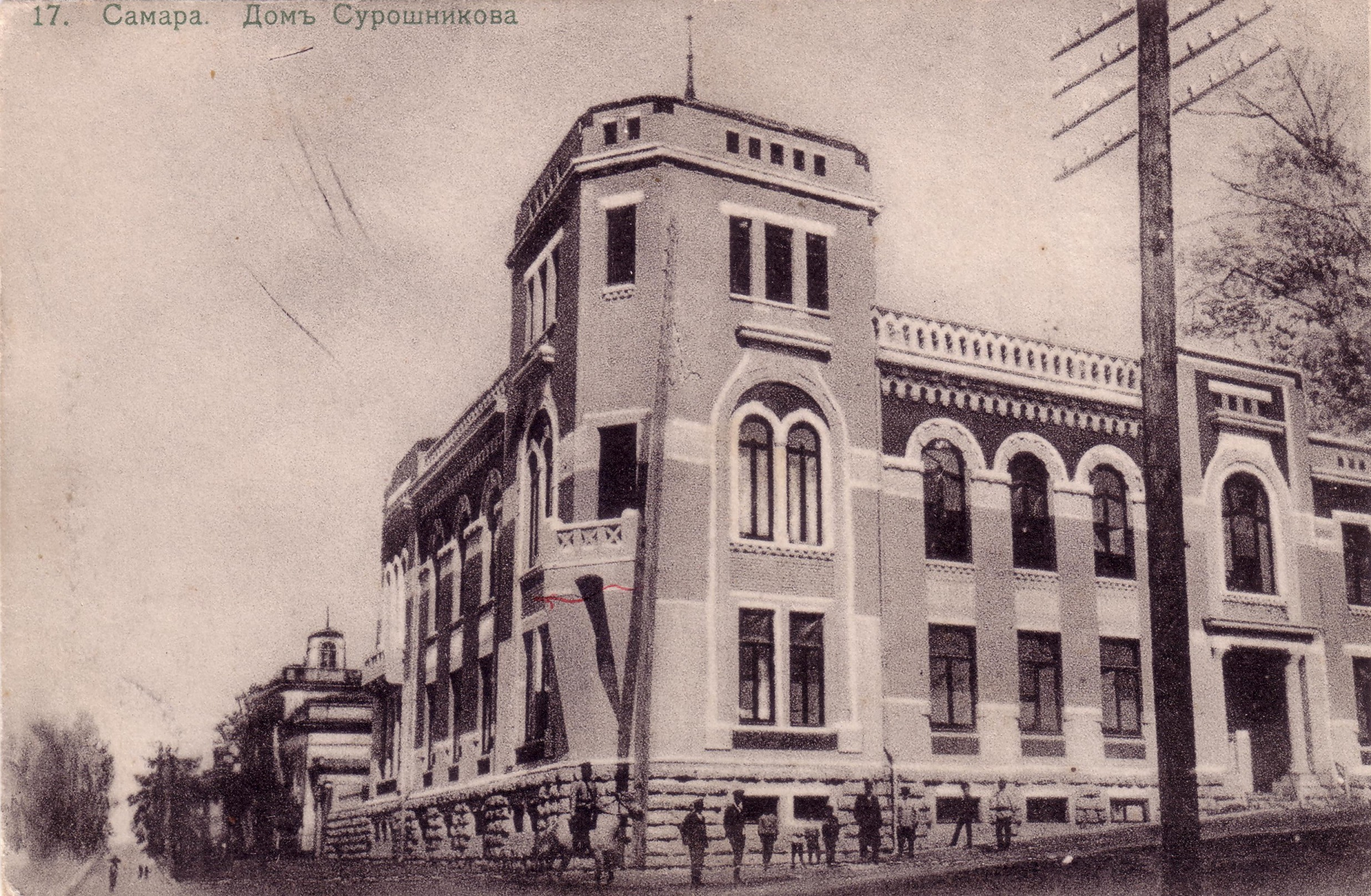
Дом Сурошникова. Изображение с дореволюционной открытки.

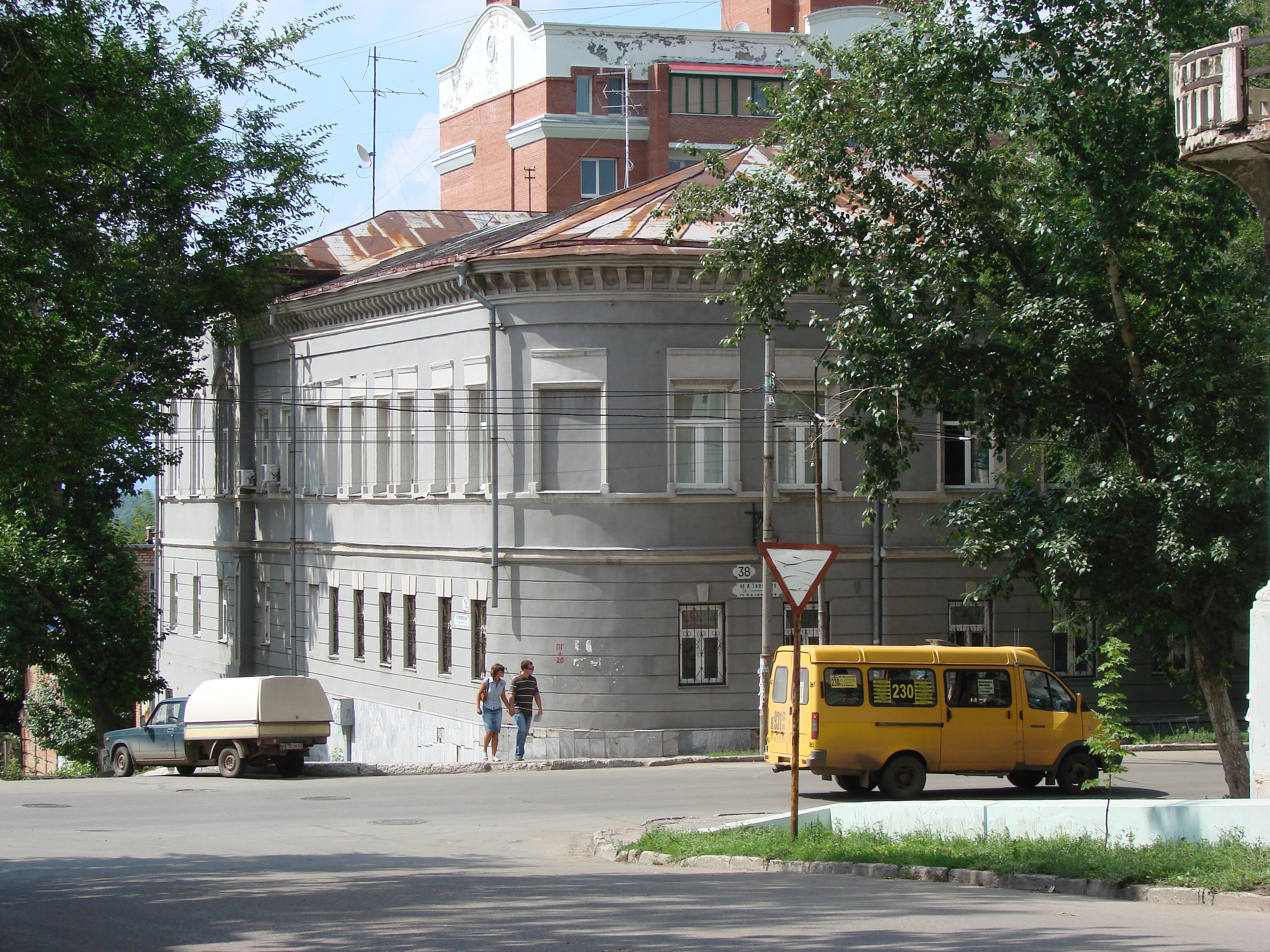
Министерство образования и науки Самарской области. Дом 38 по ул. Алексея Толстого.

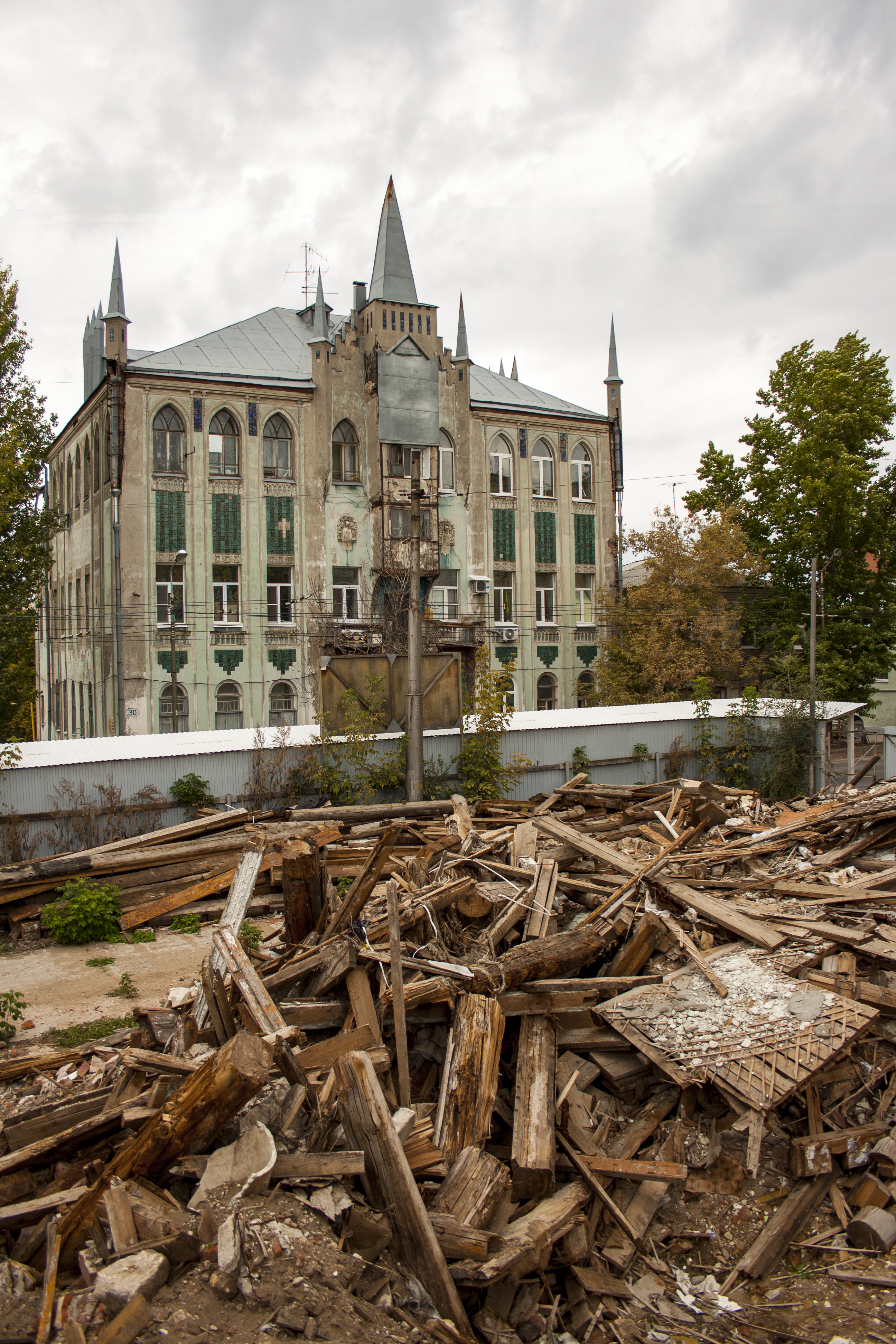
Дом Субботиной-Мартинсон.

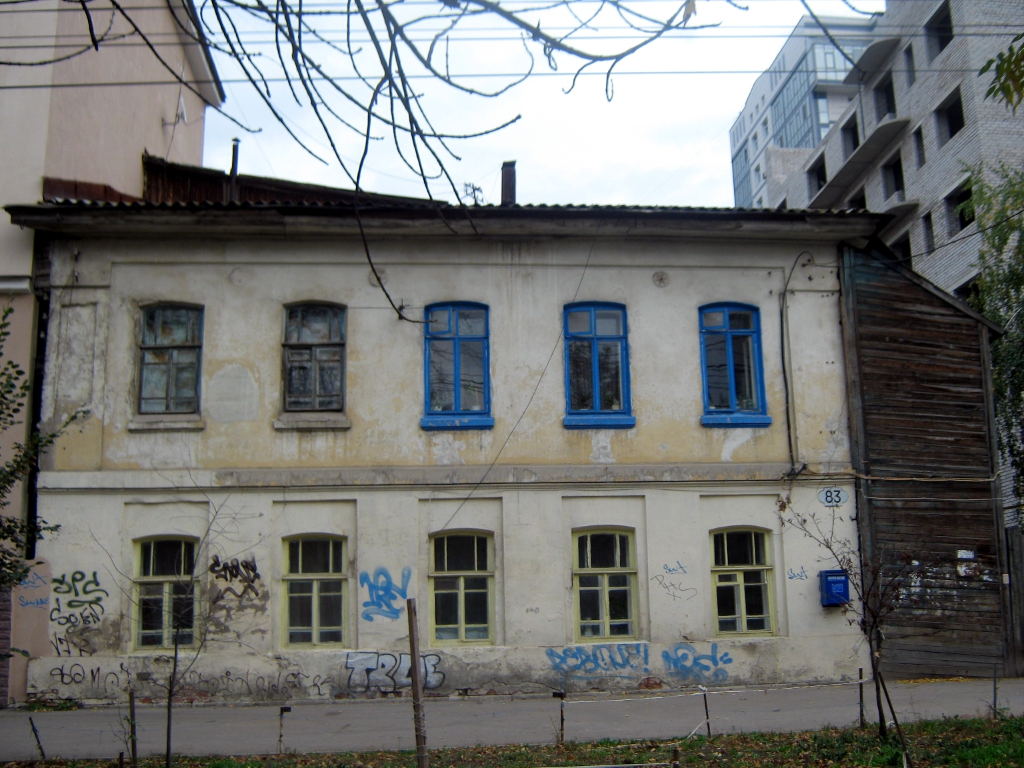
Дом 83 по улице А. Толстого (по состоянию на сентябрь 2012 года)

- № 6 — Торгово-промышленная палата Самарской области. Здание построено архитектором А. А. Щербачёвым для Л. С. Аржанова.
- № 30 — бывший доходный дом Субботиной-Мартинсон, бывший Донской земельный банк. Здание в неоготическом стиле[5] построено в 1900-х годах, архитектор Михаил Фомич Квятковский.[6]Объект культурного наследия № 6310044000[7]
- № 34 — Городской центр социальной помощи семье и детям
- № 38 — Министерство образования и науки Самарской области[8] Здание бывшей женской гимназии. Памятник архитектуры 19-го века. Объект культурного наследия № 6310012000.
- № 46 — одноэтажное деревянное здание в стиле русского классицизма. В книге «Памятники истории и культуры Куйбышевской области» отмечаются как характерные детали этого стиля карниз и полуциркульные окна «просте́нки которых украшены „прилепами“ в форме пушечных стволов»[9][10].
- № 50 — бывшее Дворянское (Благородное) губернское общественное собрание. Здание постройки середины XIX века. Бывший дом Шелашникова.
- № 116В — Самарский Областной фонд жилья и ипотеки (СОФЖИ); отделение банка; агентство недвижимости
- № 118 — Федеральная служба по надзору в сфере связи
- № 124 — ОАО «Самарский комбинат бытового обслуживания»
- Галерея «Виктория»

Нечётная сторона
- № 3 — бывший Особняк Субботина-Шихобалова. Построен в неоренессансном стиле по проекту В. А. Шрётера в 1877 году. Позже в этом доме располагались: резиденция самарского губернатора (с 1906 по 1910 год[11]), гостиница, управление Самарского электро-механического завода[12]. В данный момент планируется реставрация здания и прилегающей территории[13][14].
- № 19 — Социал-демократическая партия России
- Учебно-методический центр по гражданской обороне и чрезвычайным ситуациям по Самарской области
- № 31 — бывшее Самарское реальное училище
- № 33 — бывший Самарский военно-медицинский институт (учебный корпус)
- № 35 — Гостиница «Волна». Бывший особняк Марьи Николаевны Загуменновой.
- № 39 / Пионерская, 19 — бывший особняк Неронова, построен в 1840 году[15][16]
- № 41 — бывший особняк самарского купца Василия Михайловича Сурошникова. Авторство архитектурного проекта точно не установлено.[17][18] В этом здании располагалось Управление Самарского военно-медицинского института. Сейчас здесь Управление финансового обеспечения Министерства обороны Российской Федерации.
- Кафе «Ассоль»
- № 61А — Самарская историческая мечеть. Памятник истории и архитектуры. Двухэтажный дом из красного кирпича построен в 1891 году на средства симбирского фабриканта Тимербулата Акчурина. С 1932 года в здании находился детский сад, в 2005 году здание возвращено верующим. Завершается реконструкция здания[19].
- № 83 — здание постройки 1900 года, бывший дом Юрина, объект культурного наследия (местного значения) № 6300297000
- № 85 — четырёхэтажный жилой дом, на первом этаже библиотека № 9
- № 99 — Гостиница «Holiday Inn»
- № 109 — Управление Федеральной регистрационной службы по Самарской области

### Утраченные здания
Под номером 52 на этой улице стоял деревянный дом. В. Г. Каркарьян в книге «Тайны деревянных украсов Самары» так описал его: «Чуть дальше на этой улице стоял ещё в конце XX века одноэтажный в три окна дом под номером 54. Он сразу бросался в глаза — изящные, резные кронштейны поддерживали карниз, а широкий богатый резной фриз завершал плоскость зашитой тёсом стены. Строгие по рисунку наличники окон в полной гармонии соседствовали с изысканным, тонкой резьбы крыльцом с изящными „подкосами“. Этот, один из самых красивых домов деревянной Самары, рубленный из лиственницы, удивительно хорошо сохранившийся, в 90-х годах прошлого века кому-то приглянулся: его быстро разобрали, пронумеровали все брёвнышки и, несмотря на протесты общественности, вывезли в неизвестном направлении». Теперь на этом месте 13-этажный жилой дом.

## Интересные факты
- В 1744 г. была построена Казанско-Богородицкая церковь, замыкавшая перспективу улицы. Изначально считалась приходской, вскоре получила статус соборной. Уничтожена в 1950-х гг.[21]
- В доме № 38 размещалась женская гимназия, где в 1889—1893 годах училась сестра Владимира Ильича Ленина — Мария Ильинична Ульянова.
- В Самарском реальном училище в 1882—1889 годах учился старейший деятель революционного движения Глеб Максимилианович Кржижановский. А в 1910—1913 годах там учился лауреат нобелевской премии Николай Николаевич Семёнов.
- В здании Самарского реального училища с 1944 по 1946 год размещалось Куйбышевское суворовское военное училище.
- В доме № 50 (бывший дом Шелашникова), 28 февраля 1865 года, состоялось первое в Российской Империи учредительное губернское Земское Собрание, положившее начало становлению системы местного самоуправления в России.

## Почтовые индексы
- 443099[22]